# Barthomley
Barthomley is een civil parish in het bestuurlijke gebied Cheshire East, in het Engelse graafschap Cheshire met 202 inwoners.